# Gai Considi
Gai Considi (en llatí Caius Considius) va ser fill de Publi Considi Llong, magistrat i militar partidari de Gneu Pompeu. Formava part de la gens Consídia, una gens romana d'origen plebeu.
Va ser capturat per Juli Cèsar a Adrumetum l'any 47 aC, en el curs de la segona guerra civil, on el seu pare s'havia fet fort. Cèsar el va perdonar. Possiblement el seu nom complet fos Caius Considius Petus, tal com apareix a algunes monedes, però no es pot afirmar amb seguretat que aquestes monedes li corresponguin.